# San Marcello Piteglio
San Marcello Piteglio ist eine italienische Gemeinde mit 7585 Einwohnern (Stand 31. Dezember 2023) in der Provinz Pistoia in der Region Toskana.

## Geografie

Lage von San Marcello Piteglio in der Provinz Pistoia

Der Ort liegt bei 623 m rund 17 km nordwestlich der Provinzhauptstadt Pistoia und etwa 50 km nordwestlich der Regionalhauptstadt Florenz. Die Gemeinde liegt in der Landschaft des Val di Lima am Fluss Lima und in der klimatischen Einordnung italienischer Gemeinden in der Zone E, 2 813 GG. Im Gemeindegebiet nordöstlich von San Marcello Pistoiese liegt die Sternwarte Osservatorio Astronomico della Montagna Pistoiese.
Zu den Ortsteilen gehören Bardalone (760 m), Calamecca (670 m, ca. 75 Einwohner), Campo Tizzoro (715 m, ca. 2655 Einwohner), Crespole (682 m, ca. 55 Einwohner), Gavinana (819 m, ca. 760 Einwohner), La Lima (450 m, ca. 120 Einwohner), Lanciole (615 m, ca. 55 Einwohner), Lancisa (800 m, ca. 25 Einwohner), Limestre (630 m, ca. 145 Einwohner), Lizzano Pistoiese (725 m, ca. 140 Einwohner), Lolle (560 m, ca. 20 Einwohner), Mammiano (650 m, ca. 185 Einwohner), Mammiano Basso (463 m, ca. 50 Einwohner), Maresca (790 m), Piteglio (698 m, ca. 180 Einwohner), Pontepetri (669 m, ca. 150 Einwohner), Popiglio (523 m, ca. 480 Einwohner), Prataccio (865 m, ca. 120 Einwohner), Prunetta (985 m, ca. 390 Einwohner), San Marcello Pistoiese (623 m, ca. 1610 Einwohner), Spignana (780 m, ca. 80 Einwohner) und Vizzaneta (736 m, ca. 30 Einwohner).
Die Nachbargemeinden sind Abetone Cutigliano, Marliana, Lizzano in Belvedere (BO), Fanano (MO), Bagni di Lucca (LU), Pistoia und Pescia.

## Geschichte
Die Gemeinde entstand am 1. Januar 2017 durch die Zusammenlegung der vorher selbständigen Gemeinden San Marcello Pistoiese und Piteglio. In dem Referendum vom 8. und 9. Mai 2016 stimmten in San Marcello Pistoiese 86,43 % (29,77 % Wahlbeteiligung) für den Zusammenschluss, in Piteglio 70,46 % (40,92 % Wahlbeteiligung). Das Gesetz zur Fusion der beiden Gemeinden ist das Legge Regionale n.35 vom 10. Juni 2016. Das Rathaus befindet sich in San Marcello Pistoiese.

## Auszeichnungen
Der Ort Cutigliano ist Träger der Bandiera Arancione.